# Dänischer Fußballpokal 2003/04
Der Dänische Fußballpokal 2003/04 (unter Sponsorenschaft auch DONG Cup) war die 50. Austragung des dänischen Pokalwettbewerbs der Männer. Er wurde vom dänischen Fußballverband ausgetragen. Das Finale fand traditionell am Himmelfahrtstag (20. Mai 2004) im Parken von Kopenhagen statt. Pokalsieger wurde FC Kopenhagen, der sich im Finale gegen Aalborg BK durchsetzte.
Das Halbfinale wurde in Hin- und Rückspiel entschieden. In den anderen Runden wurden die Begegnungen in einem Spiel ausgetragen. Bei unentschiedenem Ausgang wurde zur Ermittlung des Siegers eine Verlängerung gespielt. Stand danach kein Sieger fest, folgte ein Elfmeterschießen.

## 1. Runde
Es nahmen 48 Mannschaften der Dänemarkserie sowie die 16 Teams der 2. Division 2002/03 teil.
|                        | Ergebnis              |                            |
| ---------------------- | --------------------- | -------------------------- |
| Allesø GF              | 3:4                   | Svendborg fB               |
| Amager FF              | 2:1                   | B 1908 Amager              |
| Borbjerg GU            | 0:5                   | Nørresundby BK             |
| Brabrand IF            | 0:2                   | Skive IK                   |
| Brønderslev IF         | 0:2                   | Jetsmark IF                |
| FC Bornholm            | 3:1                   | Lyngby BK                  |
| Helsingør IF           | 1:0                   | Albertslund IF             |
| Hobro IK               | 3:1                   | Hjørring IF                |
| Hornbæk IF             | 1:1 n. V. (5:4 i. E.) | Vildbjerg SF               |
| Kalundborg GB          | 1:4                   | Glostrup FK                |
| Koldby-Hørdum IF       | 0:3                   | Holstebro BK               |
| Kolding KFUM           | 1:3                   | Varde IF                   |
| IF Kvik                | 1:1 n. V. (3:0 i. E.) | Lindholm IF                |
| FC Lejre/Ogsted        | 4:0                   | BK Frem Sakskøbing         |
| BK Marienlyst          | 2:7                   | Dalum IF                   |
| Marstal IF             | 2:6                   | Fjordager IF               |
| Odder IGF              | 2:1                   | Næsby BK                   |
| Ringkøbing IF          | 0:3                   | FC Nordjylland             |
| Rosenhøj BK            | 1:1 n. V. (3:4 i. E.) | Frederiksberg BK           |
| Roskilde KFUM          | 6:3                   | Listrup UIF                |
| BK Rødovre             | 2:1                   | Roskilde BK                |
| Stensballe IF          | 4:2                   | IF AIA-Tranbjerg           |
| Sædding/Guldager IF    | 1:2                   | IF AIA-Tranbjerg           |
| Toreby-Grænge BK       | 00:13                 | Holbæk B&I                 |
| Tåsinge fB             | 1:3                   | Hviding IF                 |
| Taastrup FC            | 0:1                   | Fremad Amager              |
| Valby BK               | 1:6                   | Slagelse B&I               |
| BK Viktoria Kopenhagen | 2:8                   | Greve IF                   |
| Virum/Sorgenfri BK     | 1:5                   | Nykøbing Falster Alliancen |
| Ørslev G&IF            | 1:2                   | IF Skjold Birkerød         |
| Østerbro IF            | 1:0                   | Næstved BK                 |
| Østre BK               | 1:3                   | Korup IF                   |

## 2. Runde
Teilnehmer waren die 32 Sieger der ersten Runde und die 8 Vereine auf den Plätzen neun bis sechzehn der 1. Division 2002/03.
|                  | Ergebnis              |                            |
| ---------------- | --------------------- | -------------------------- |
| Amager FF        | 1:8                   | Nykøbing Falster Alliancen |
| B 1909 Odense    | 2:4 n. V.             | Holstebro BK               |
| Dalum IF         | 0:3                   | FC Aarhus                  |
| Frederiksberg BK | 0:1                   | Holbæk B&I                 |
| FC Bornholm      | 0:1                   | B.93 Kopenhagen            |
| Greve IF         | 2:0                   | Brønshøj BK                |
| Helsingør IF     | 1:0                   | Glostrup FK                |
| Hellerup IK      | 2:0                   | Slagelse B&I               |
| Hobro IK         | 2:2 n. V. (3:5 i. E.) | Svendborg fB               |
| Hviding IF       | 01:14                 | AC Horsens                 |
| IF Kvik          | 1:3                   | FC Nordjylland             |
| FC Lejre/Ogsted  | 0:2                   | IF Skjold Birkerød         |
| Odder IGF        | 4:1                   | Fjordager IF               |
| Roskilde KFUM    | 5:3                   | Fremad Amager              |
| BK Rødovre       | 1:2                   | Hvidovre IF                |
| Skive IK         | 3:1                   | Kolding FC                 |
| Stensballe IF    | 0:5                   | Jetsmark IF                |
| Varde IF         | 8:0                   | Korup IF                   |
| Vildbjerg SF     | 0:4                   | Nørresundby BK             |
| Østerbro IF      | 1:3                   | B 1913 Odense              |

## 3. Runde
Teilnehmer: Die 20 Sieger der zweiten Runde, sechs Teams auf den Plätzen drei bis acht der 1. Division 2002/03 und der Elfte und Zwölfte der Superliga 2002/03.
|                    | Ergebnis              |                            |
| ------------------ | --------------------- | -------------------------- |
| IF Skjold Birkerød | 1:3                   | B 1913 Odense              |
| Greve IF           | 0:5                   | Køge BK                    |
| Hellerup IK        | 1:4                   | B.93 Kopenhagen            |
| Holbæk B&I         | 2:4                   | Ølstykke FC                |
| Holstebro BK       | 4:4 n. V. (4:3 i. E.) | FC Fredericia              |
| Hvidovre IF        | 1:2                   | Nykøbing Falster Alliancen |
| Nørresundby BK     | 1:2                   | FC Nordjylland             |
| Odder IGF          | 0:6                   | AC Horsens                 |
| Randers FC         | 5:1                   | FC Aarhus                  |
| Randers KFUM       | 0:1                   | Helsingør IF               |
| Skive IK           | 3:2 n. V.             | HFK Sønderjylland          |
| Svendborg fB       | 1:4 n. V.             | BK Skjold Østerbro         |
| Varde IF           | 0:1                   | Jetsmark IF                |
| Vejle BK           | 2:4                   | Silkeborg IF               |

## 4. Runde
Teilnehmer: Die 14 Sieger der dritten Runde, der Erste und Zweite der 1. Division 2002/03, sowie die vier Vereine auf den Plätzen sieben bis zehn der Superliga 2002/03.
|                            | Ergebnis              |                    |
| -------------------------- | --------------------- | ------------------ |
| B 1913 Odense              | 0:1                   | B.93 Kopenhagen    |
| FC Midtjylland             | 0:1                   | BK Frem Kopenhagen |
| Helsingør IF               | 2:0                   | Jetsmark IF        |
| Køge BK                    | 1:1 n. V. (3:4 i. E.) | AB Gladsaxe        |
| Nykøbing Falster Alliancen | 4:0                   | FC Nordjylland     |
| Randers SK Freja           | 3:4                   | Ølstykke FC        |
| Silkeborg IF               | 4:2                   | Herfølge BK        |
| Skive IK                   | 3:2                   | Holstebro BK       |
| BK Skjold Østerbro         | 1:2                   | AC Horsens         |
| Viborg FF                  | 1:0                   | Aarhus GF          |

## 5. Runde
Teilnehmer: Die 10 Sieger der vierten Runde und die besten sechs Vereine der Superliga 2002/03.
|                    | Ergebnis  |                            |
| ------------------ | --------- | -------------------------- |
| AB Gladsaxe        | 0:1       | Viborg FF                  |
| B.93 Kopenhagen    | 1:3 n. V. | AC Horsens                 |
| Esbjerg fB         | 1:2       | Aalborg BK                 |
| FC Nordsjælland    | 2:4       | FC Kopenhagen              |
| BK Frem Kopenhagen | 0:2       | Brøndby IF                 |
| Helsingør IF       | 1:3       | Skive IK                   |
| Silkeborg IF       | 1:2       | Nykøbing Falster Alliancen |
| Ølstykke FC        | 4:5       | Odense BK                  |

## Viertelfinale
Teilnehmer: Die 8 Sieger der vierten Runde.
|                            | Ergebnis |               |
| -------------------------- | -------- | ------------- |
| AC Horsens                 | 1:2      | Odense BK     |
| Nykøbing Falster Alliancen | 0:2      | Brøndby IF    |
| Skive IK                   | 0:2      | FC Kopenhagen |
| Aalborg BK                 | 2:0      | Viborg FF     |

## Halbfinale
|               | Gesamt |            | Hinspiel | Rückspiel |
| ------------- | ------ | ---------- | -------- | --------- |
| FC Kopenhagen | 7:3    | Odense BK  | 3:1      | 4:2       |
| Brøndby IF    | 1:2    | Aalborg BK | 0:0      | 1:2       |

## Finale
| Paarung        | Aalborg BK – FC Kopenhagen |
| Ergebnis       | 0:1 (0:1) |
| Datum          | 20. Mai 2004 |
| Stadion        | Parken, Kopenhagen |
| Zuschauer      | 38.095 |
| Schiedsrichter | Michael Svendsen |
| Tore           | 0:1 Morten Bisgaard (28.) |
| Aalborg BK     | Jimmy Nielsen – Allan Olesen, Bård Borgersen, Trond Andersen, Allan Kierstein Jepsen – Thomas Augustinussen (77. Allan Gaarde), Rasmus Würtz, Martin Ericsson, Stefan Schmidt – David Nielsen, Christian Lundberg Cheftrainer: Erik Hamrén ( Schweden)                |
| FC Kopenhagen  | Magnus Kihlstedt – Lars Jacobsen, Bo Svensson, Ole Tobiasen, Peter Christiansen – Michael Silberbauer (62. Jesper Bech), Christian Traoré, Hjalte Bo Nørregaard, Morten Bisgaard – Peter Møller, Álvaro Santos (57. Todi Jónsson) Cheftrainer: Hans Backe ( Schweden) |
| Gelbe Karten   | Thomas Augustinussen – Bo Svensson, Peter Christiansen, Hjalte Bo Nørregaard |
| Platzverweise  | keine – Peter Møller (67.) |